# 메가 엔터프라이즈
메가 엔터프라이즈는 대한민국의 비디오 게임 개발사였다. 아케이드, PC 및 플레이스테이션 2 게임을 위주로 퍼블리싱했으며, 원 SNK 파산 이후 네오지오 게임들의 저작권을 취득해 메탈슬러그 4를 개발하고 메탈슬러그 어드밴스의 한글판 유통역할도 했으며 메가 엔터프라이즈 도산후 콩콩온라인의 판권을 SNK가 인수했어야했으며 타마 로빙과 에리 카사모토도 메탈슬러그 4의 플레이어블 캐릭터로 나왔어야했으며 참고로 메탈슬러그 4의 보조 캐릭터의 경우 타마,에리가 아닌 김렛,레드 아이가 보조 캐릭터로 나왔어야했으며 이상민 사장은 중국으로 도피하였다.

## 역사

### 비디오 게임 개발
2001년 9월 써니YNK와 아케이드 사업을 제휴했고, SNK의 PC게임 포괄적 판권과 메탈슬러그에 대한 국내시장 독점 판매권을 획득했다. 2001년, SNK가 도산한 이후 메탈슬러그 4,다른 SNK 게임 제작과 일본 및 북미로 수출을 발표했고, 2002년에 발매했다. 2006년에는 SNK 플레이모어의 한국 지사인 SNK NEOGEO KOREA를 설립했다.
2005년에는 레이싱 게임 콩콩 온라인을 발표하고 이듬해에 발매했다. 해외와 수출계약을 하여 중국, 유럽, 일본, 싱가포르, 말레이시아에도 발매했다. 2006년 8월에는 시즌2로 업데이트했다. 콩콩 온라인을 위핸 뮤직비디오도 공개했다.
2005년에는 애니메이션 다중접속 온라인 역할 수행게임(MMORPG)인 투지 온라인을 비공개 시범 서비스했다. 2006년 2얼 10일부터 13일까지는 2차 클로즈 베타 테스트를 진행했다.

### 미디어 진출
2002년 10월에는 사이버 오락실 메가랜드를 열었다. 2005년 7월 7일에 아케이드 대전 격투 게임 전문 사이트인 포포루를 개장했다. 더 킹 오브 파이터즈 '99와 더 킹 오브 파이터즈 2000를 서비스했으며, 포포루를 통해 킹 더 오브 파이터즈 한일 최강전을 개최했다.
2005년 8월 12일에는 MBC 게임을 통해 킹 오브 파이터즈를 방영했다. 같은해 12월에는 랭킹 포인트 5만점 이상 선수에 한해 킹 오브 파이터즈 한일전 선수를 모집했다. 2006년 1월 15일에는 철권 5 다크 리저렉션의 한국 최강 결정전을 개최했다. 또한 MBC게임에서 '두근두근 레이스 콩콩' 방송과 'Let's poporu' 방송을 진행했다.

### 그외 사업
2000년에는 영디스플레이, 펫텔닷컴과 함께 LG텔레콤과 무선 N-Zone 서비스를 제휴했다. 2005년 12월에는 안철수연구소와 게임 보안 파트너쉽을 체결했다. 2002년 7월에는 전경련 우수 벤처기업로 선정됐다. 2006년에는 청람 디지탈과 전략적 업무로 제휴계약했으나, 이후 협약체결이 취소됐다.
2003년 만화 쯔바이 모험의 시작을 출판했다.

### 폐쇄
2007년 병역특례 비리 의혹에 휩싸인 가운데 회사 관계자들이 잠적해, 제공하던 서비스들을 모두 중지하고 급작스럽게 문을 닫았다.

## 발매한 게임

### PC (윈도우즈)
- 스와인 (2002)
- 솔저 오브 포춘 II: 더블 헬릭스 (2002)[39]
- 쯔바이 (2002)[40][41]
- 미디블: 토탈 워 (2002)[42]
- 메탈슬러그 4 (2002)
- 메탈슬러그 5 (2003)
- 엑스맨 2: 울버린 리벤지 (2003)
- 엠파이어즈: 돈 오브 더 모던 월드 (2003)[43]
- SNK 스포츠 (2004)
- 헤어짱 (2004)
- 콜 오브 듀티: 유나이티드 오펜시브 (2004)
- 슈렉 2 (2004)
- 메탈슬러그 어드밴스 (2004)
- 메가 스포츠 (2005)
- 아쿠아 녹스 (2005)
- 콜 오브 듀티: 디럭스 에디션 (2005)
- 드래곤볼 Z 베스트 컬렉션 (2006)
- 갱스터스 2 (2006)
- 킹 오브 파이터즈 컬렉터즈 에디션 (2007)

### 아케이드
- 똘비[1][44]
- 메탈슬러그 4 (2002)[44]
- 타임 크라이시스 3 (2003)
- SVC 카오스 (2004)

### 플레이스테이션 2
- 검호 2 (2003)[45]
- 메탈슬러그 3 (2000)
- 검호 3 (2004)[46]
- 스타스키와 허치 (2004)
- 카오도 배틀2: 체인 리액션 (2004)
- 메탈슬러그 4&5 (2005)[47]
- 풍운 막말전 (2005)[48]

### 온라인
- 콩콩 온라인 (2005)[49][50][51]
- 포포루 (2005)
- 투지 온라인